# Georg von Oettl

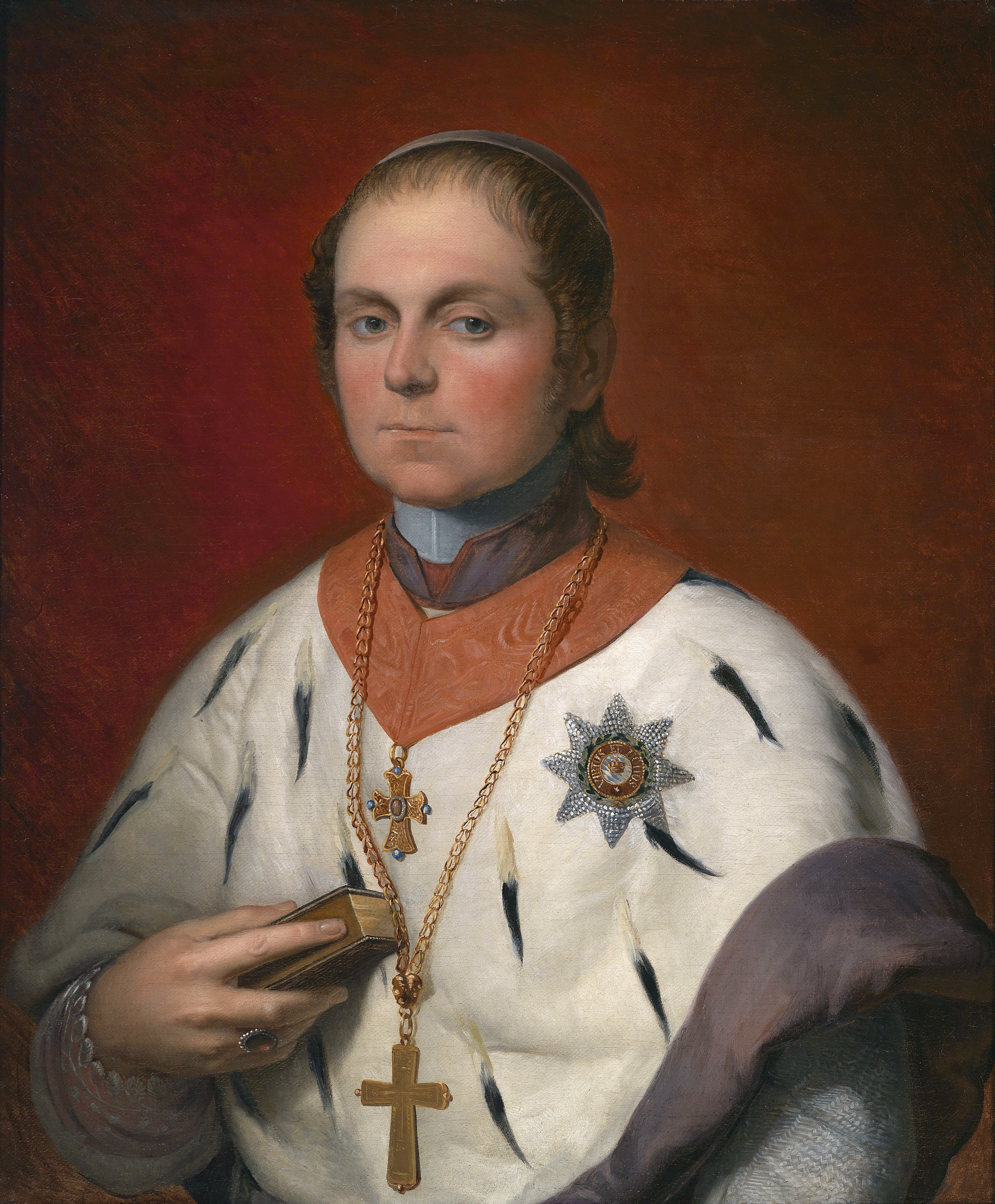
Bischof Georg von Oettl (Giovanni Silvagni)

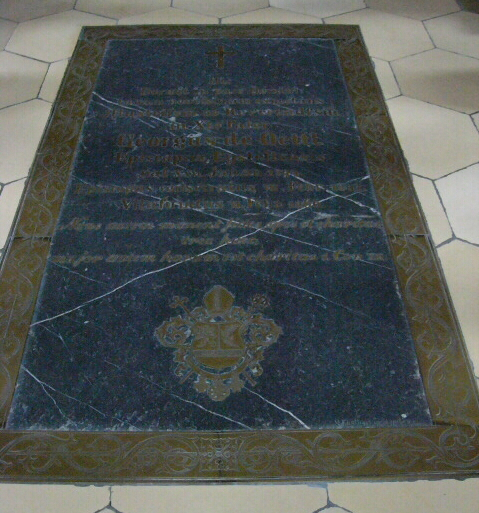
Bodenplatte im Eichstätter Dom

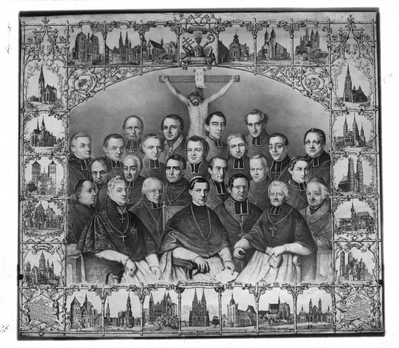
Gedenkbild der Würzburger Bischofskonferenz von 1848

Johann Georg Oettl, seit 1828 Ritter von Oettl (* 26. Januar 1794 in Gengham; † 2. Februar 1866 in Eichstätt) war Bischof des Bistums Eichstätt von 1846 bis 1866. 

## Aufstieg in München-Freising
Georg von Oettl wuchs in einer einfachen, aber wohlhabenden Familie in ländlicher Gegend auf. Er war der Sohn von Georg Oettl, aus einem Zweig der österreichischen Familie Oettl, und Salome, geborene Huber. Er besuchte das Gymnasium und absolvierte an der Universität Salzburg die Studien der Philosophie und anschließend in Landshut die der Theologie. Nach seiner Priesterweihe 1817 war er Koadjutor in Markt Schwaben. 1820 wurde er der Religionslehrer der Kinder von Ludwig I., vornehmlich auch des Kronprinzen, und genoss entsprechendes Vertrauen der Familie. Er war mit dem Regensburger Bischof Johann Michael Sailer befreundet. Er vertrat den greisen Münchner Erzbischof Lothar Anselm von Gebsattel, der ihn vergeblich vom König als Weihbischof erbat. Als Dechant von München-Freising sorgte er u. a. für die Wiederaufrichtung von Frauenchiemsee oder die Gründung Altomünsters. Im Streit um die „gemischten Ehen“ trug er zum Zustandekommen einer Gesetzgebung mit bei, die Kirche und Staat zufriedenstellte. Er war kein Ultramontanist, suchte aber stets das Einvernehmen mit dem Papst.

## Bischof von Eichstätt
Mit der Berufung von Karl August von Reisach zum Erzbischof von München und Freising folgte er ihm am 3. Oktober 1846 als 73. Eichstätter Bischof nach. Er schrieb zahlreiche Hirtenbriefe und unternahm mit Ausdauer Visitationen in der Diözese. Er gründete weiterhin Bruderschaften, Tugend-Bündnisse, Jungfrauen- und Gesellenvereine. Er war Teilnehmer an der Würzburger Bischofskonferenz von 1848. Als Bischof von Eichstätt war er von 1849 bis 1860 als Mitglied in der Kammer der Reichsräte im Bayerischen Parlament vertreten. Georg von Oettl erwarb 1860 mit Schloss Hirschberg, welches als Bildungsstätte benötigt wurde, ein in der Bistumsgeschichte bedeutsames Objekt.

## Lebensende und Ehrungen
Im Laufe seines Lebens hat er zahlreiche Ehrungen erhalten. Durch die Verleihung des Ritterkreuzes des Verdienstordens der Bayerischen Krone wurde er in den Personaladel erhoben. Oettl war Komtur des Verdienstordens vom Heiligen Michael, Großkreuz des Königlich zivilen Konstantinordens und des königlich-griechischen Erlöserordens sowie Ritter des Ordens vom heiligen Grabe.
Nahe seinem Geburtshaus in Gengham, dem Öttlhof, hat er eine Kapelle errichten lassen. Im Vorraum der Kapelle wurde der stark verwitterte Grabstein der Eltern Oettls nach der Auflassung des Grabes platziert.
Mit 63 Jahren verlor Georg von Oettl 1857 das Augenlicht. Er starb 1866 nach schweren Erkrankungen an einem Schlaganfall und wurde im Mittelgang des Eichstätter Domes bestattet. Zu seinem Nachfolger wurde am 19. März 1867 Franz Leopold von Leonrod geweiht.